# Tisserin de Sao Tomé
Ploceus sanctithomae
Espèce
Statut de conservation UICN

 LC  : Préoccupation mineure
Le Tisserin de Sao Tomé (Ploceus sanctithomae) est une espèce de passereau appartenant à la famille des Ploceidae.